# Bahnhof Vandières TGV

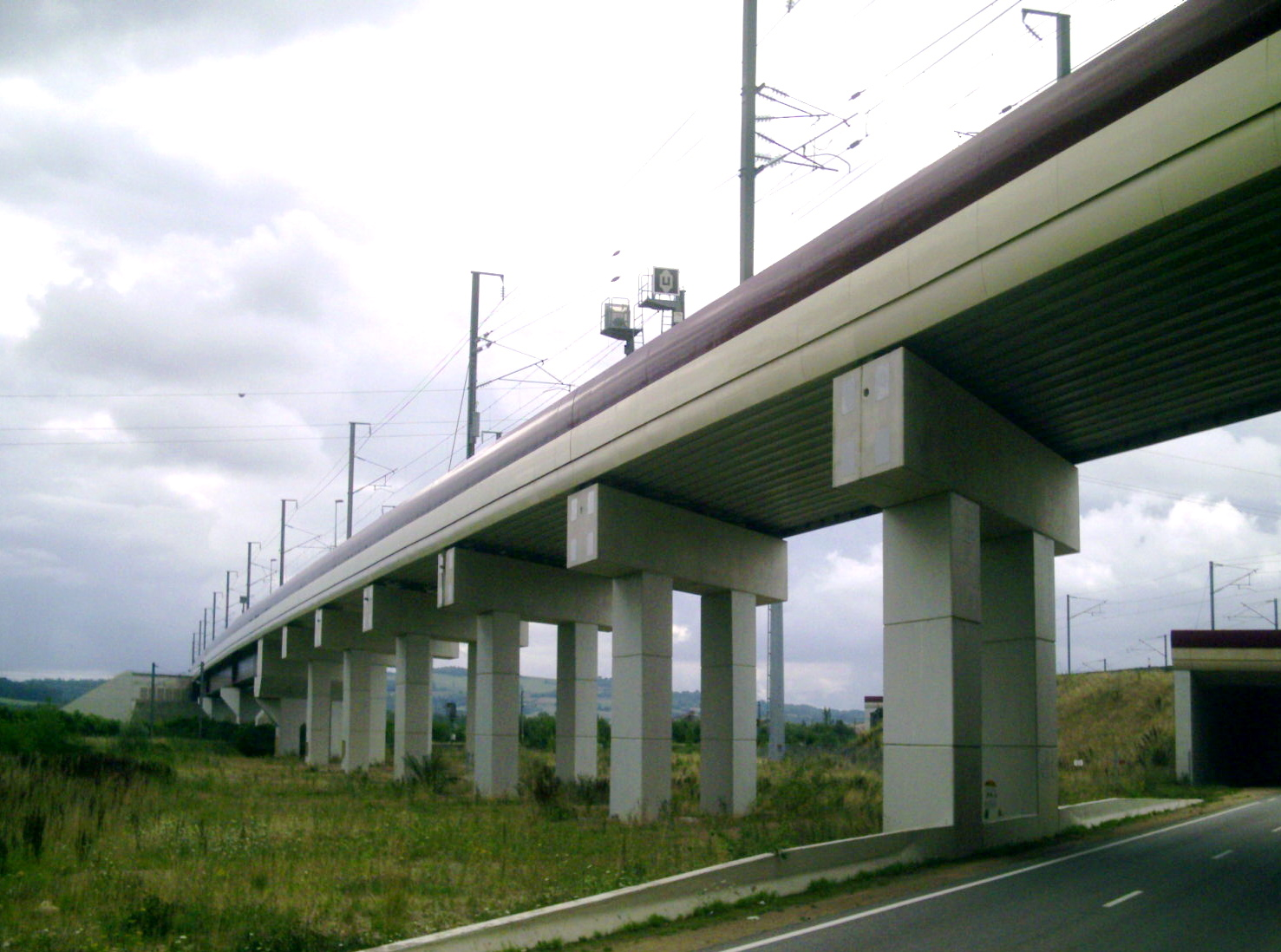
Standort des geplanten Bahnhofs am Moselviadukt: Im Hintergrund ist der verbreiterte Damm zu erkennen.

Der Bahnhof Vandières TGV (französisch Gare de Vandières TGV) ist ein geplanter Bahnhof an der LGV Est européenne, der Hochgeschwindigkeitsstrecke zwischen Paris, Ostfrankreich und Süddeutschland. Er soll bei Pagny-sur-Moselle/Vandières im Moseltal entstehen. Das Projekt wurde Anfang 2015 zurückgestellt.

## Lage
Der geplante Bahnhof bei Pagny-Vandières liegt an der Stelle, an der die Schnellfahrstrecke die bestehende Eisenbahnstrecke kreuzt, die Nancy und Metz verbindet. Da der neue Halt als Turmbahnhof geplant ist, wäre ein Umsteigen vom Regionalverkehr auf die Hochgeschwindigkeitszüge möglich. Auf der Westseite des Moseltalviadukts der Schnellfahrstrecke wurden beim Bau bereits Bauvorleistungen im Wert von 23 Millionen Euro getroffen, um später den Bahnhof leichter realisieren zu können. Mit seinem direkten Anschluss ans bestehende Schienennetz würde er unter den Bahnhöfen an französischen Schnellfahrstrecken eine Ausnahmestellung einnehmen. Diese sind in aller Regel auf der grünen Wiese angelegt. Bislang bieten nur der ebenfalls an der LGV Est européenne liegende Bahnhof Champagne-Ardenne TGV, die an der LGV Méditerranée gelegenen Bahnhöfe Valence TGV und Avignon TGV, der an der LGV Nord liegende Bahnhof Calais-Fréthun sowie der an der LGV Rhin-Rhône liegende Bahnhof Besançon Franche-Comté TGV Umsteigemöglichkeiten auf Regionalzüge.

## Geschichte
Im Zuge des Baus der LGV Est européenne kam es zur Auseinandersetzung um den Standort des Bahnhofs, der den Anschluss der Region Lothringen an die Schnellfahrstrecke sicherstellen sollte. Während der Regionalrat (conseil régional) Lothringens den Standort Vandières favorisierte, sprach sich das Département Moselle für einen Standort nahe der Ortschaft Louvigny aus. Dieser bot zwar keinen Anschluss an das übrige Schienennetz Frankreichs, liegt aber in der Nähe des Flughafens Metz-Nancy-Lothringen. Die Städte Nancy und Metz sind mit Pendelbussen an den Bahnhof angebunden.
Im Jahr 2007 wurde mit einer Realisierung des Vorhabens bis zum Jahr 2012 gerechnet, er sollte den existierenden Bahnhof Lorraine TGV ersetzen. Das Verfahren zur Feststellung des öffentlichen Nutzens (déclaration d’utilité publique (DUP), mit dem Planfeststellungsbeschluss im deutschen Planungsrecht vergleichbar) sollte ursprünglich im Dezember 2008 beginnen. Tatsächlich wurde es erst Ende August 2009 in Gang gesetzt. Die DUP wurde schließlich im März 2011 veröffentlicht.
Im Februar 2013 veröffentlichte die Cour des Comptes einen Bericht, in welchem der Bahnhof als nicht rentabel bezeichnet wurde. Es wurde empfohlen, die weiteren Planungen einzustellen, bis die volkswirtschaftliche Rentabilität wieder gegeben sei. Die Kosten für den neuen Bahnhofs werden auf 120 Millionen Euro geschätzt. Im Oktober 2013 trafen Vertreter der Region, unter anderem Jean-Pierre Masseret, den Wirtschaftsminister Pierre Moscovici, um über die Finanzierung zu diskutieren. Die Inbetriebnahme sollte frühestens 2018 stattfinden, da bisher (Stand: Ende 2013) keine Finanzierungsvereinbarung unterzeichnet wurde.
Im Februar 2015 ließ die Region eine Volksabstimmung ausrichten, die – wohl auch wegen der bevorstehenden Kommunalwahl – auf wenig Interesse stieß (weniger als 10 Prozent Beteiligung). Daraufhin ließ der Präsident des Regionalrats Masseret den Regionalrat nicht mehr über den Plan abstimmen. Ein neuer Vorstoß des Interessenverbands der Benutzer des öffentlichen Verkehrs FNAUT vom November 2015 wird politisch nur von den Grünen unterstützt, die anderen Parteien stehen ihm angesichts des ursprünglich nicht erwarteten Erfolges des existierenden Bahnhofs in Louvigny und der gerade erst abgehaltenen missglückten Volksabstimmung, die kein Interesse der Bevölkerung an dem Projekt erkennen lässt, ablehnend gegenüber.